# Mantheyus phuwuanensis
Mantheyus phuwuanensis là một loài thằn lằn trong họ Agamidae. Loài này được Manthey & Nabhitabhata mô tả khoa học đầu tiên năm 1991.